# 34-й армейский корпус (Российская империя)
34-й армейский корпус — общевойсковое соединение (армейский корпус) Русской императорской армии. Образован 19 апреля 1915 года на Юго-Западном фронте Первой мировой войны. В августе 1917 года корпус был украинизирован и получил наименование «1-й Украинский корпус».

## История

### Подчинение
Входил в состав:
- 4 мая — 1 сентября 1915 — в 10-й армии
- 18 сентября — 17 ноября 1915 — во 2-й армии
- 7 декабря 1915 — 1 февраля 1916 — в 1-й армии
- 1 июля — 1 августа 1916 — в 4-й армии.
- 27 августа 1916 — 1 мая 1917 — в Особой армии
- 18 июня — декабрь (?) 1917 — в 7-й армии (с 02 июля 1917 года — 1-й Украинский корпус).

### Состав
По состоянию на 22.12.1916 в состав корпуса входили
- 56-я пехотная дивизия
  - 1-я бригада
    - 221-й пехотный Рославльский полк
    - 222-й пехотный Краснинский полк

  - 2-я бригада
    - 223-й пехотный Одоевский полк
    - 224-й пехотный Юхновский полк

  - 56-я артиллерийская бригада
- 104-я пехотная дивизия
  - 1-я бригада
    - 413-й пехотный Порховский полк
    - 414-й пехотный Торопецкий полк

  - 2-я бригада
    - 415-й пехотный Бахмутский полк
    - 416-й пехотный Верхне-Днепровский полк

  - 104-я артиллерийская бригада
- 34-й мортирный артиллерийский дивизион
- 31-й саперный батальон

### Реорганизация
22 января 1917 года корпус возглавил генерал-лейтенант П. П. Скоропадский.
После общей неудачи июньского (1917) наступления Русской армии и Тернопольского прорыва австро-германских войск командующий 8-й армией генерал Л. Г. Корнилов, сумевший в сложнейшей ситуации удержать фронт, был 7 июля назначен главнокомандующим армиями Юго-Западного фронта и вечером того же дня направил Временному правительству телеграмму с описанием положения на фронте («Армия обезумевших тёмных людей… бежит…») и своими предложениями по исправлению положения (введение смертной казни и полевых судов на фронте). Уже 19 июля он занял высший пост — был назначен Верховным главнокомандующим. Прежде чем принять эту должность, он оговорил условия, на которых он согласится сделать это, — одним из таких условий была реализация программы реорганизации армии. Для восстановления дисциплины по требованию генерала Корнилова Временное правительство вернуло смертную казнь в армии. Решительными и суровыми методами, с применением в исключительных случаях расстрелов дезертиров, генерал Корнилов вернул армии боеспособность и восстановил фронт.
Одной из мер, которые, по мнению Корнилова, могли радикально повысить боеспособность войск, было создание крупных национальных воинских формирований — в первую очередь, украинских: по мысли Корнилова, именно украинцы, непосредственно защищавшие свою родную землю, проявляли наибольшую стойкость и дисциплину в бою. В августе 1917 года по предложению Л. Г. Корнилова Скоропадский приступил к «украинизации» своего корпуса (104-й и 153-й пехотных дивизий). Для переформирования корпус был переведён в р-н Меджибожа. Русских солдат и офицеров переводили в 41-й АК, а на их место принимали из других частей фронта солдат и офицеров — украинцев.
По завершении 34-й АК был переименован в 1-й Украинский корпус, которым продолжил командовать сам Скоропадский.
Центральная Рада рассматривала корпус как собственный резерв и пыталась вместо фронта убедить части корпуса двинуться на Киев. Петлюра отдавал приказы командирам частей через голову Скоропадского. В результате боевая деятельность корпуса ограничилась разоружением разложившихся частей ІІ Гвардейского корпуса в окрестностях Киева. 29 сентября 1917 года Скоропадский подал в отставку, ссылаясь на конфликт с Петлюрой, после чего корпус постепенно распался и к январю 1918 года перестал существовать.

## Командиры
- 19.4.1915—14.2.1916 — генерал от инфантерии Вебель, Фердинанд Маврикиевич
- 23.2.1916—22.1.1917 — генерал-лейтенант (с 10.04.1916 генерал от инфантерии) Шатилов, Владимир Павлович
- 22.1.1917—02.7.1917 — генерал-лейтенант Скоропадский, Павел Петрович